# سياسة التأشيرات في غينيا بيساو
زوار غينيا بيساو يجب أن يحصلوا على تأشيرة الدخول لدي وصولهم (متاح لجميع الجنسيات)، إلا إذا كان الزائر من رعايا إحدى البلدان المعفاة من التأشيرة.

## خريطة سياسة التأشيرات

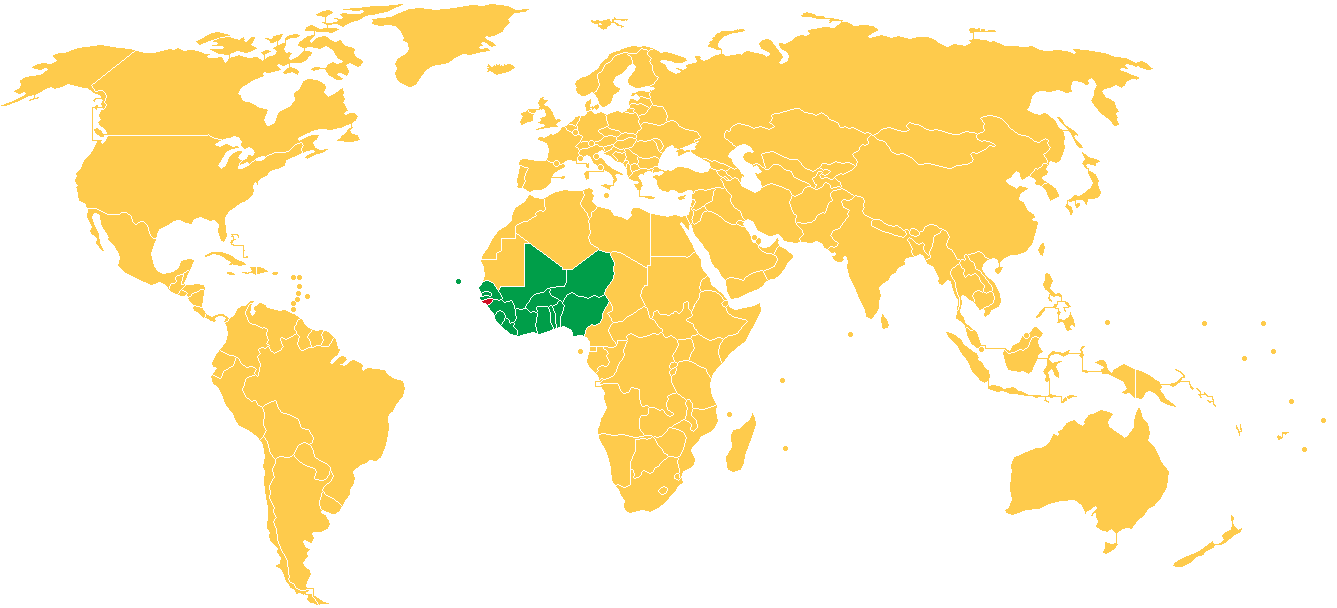
غينيا بيساو
الدول المعفاة

## الإعفاء من التأشيرة
يمكن لحاملي جوازات السفر الصادرة من جميع البلاد الحصول على تأشيرة عند الوصول وذلك لمدة تصل إلى 90 يوما.يمكن للمواطنين من 14 بلدا التالية زيارة غينيا بيساو بدون تأشيرة:
| - بنين - بوركينا فاسو - الرأس الأخضر - ساحل العاج - غامبيا - غانا - غينيا | - ليبيريا - مالي - النيجر - نيجيريا - السنغال - سيراليون - توغو |  |

حاملي جوازات السفر الدبلوماسية أو الرسمية الصادرة لمواطني أنغولا، موزمبيق وساو توميه وبرينسيب لا يحتاجون إلى تأشيرة.